# Turci u Sjevernoj Makedoniji
Turci u Sjevernoj Makedoniji  (makedonski: Македонски Турци, turski: Makedonya Türkleri) su poslije Albanaca druga najveća manjina u Sjevernoj Makedoniji. 
Prema popisu stanovništva iz 2002. godine u Sjevernoj Makedoniji živi 77.959 Turaka ili 3,08% od ukupnoga stanovništva. Turci čine većinsko stanovništvo u općinama Centar Župa i Plasnica

## Demografija
Nakon pada Osmanskoga Carstva početkom 20. stoljeća, mnogo se Turaka odselilo u Tursku. Pod jugoslavenskom vlašću i nakon Drugog svjetskog rata slijede drugi valovi iseljavanja. Zatim se dio Turaka izjasnilo kao Makedonci i Albanci kako bi se izbjeglo stigmu i progon.
| Stanovništvo Republike Sjeverne Makedonije |          |                                       |          |
| Godina popisa                              | Turci    | Ukupno stanovnika Sjeverne Makedonije | % Turaka |
| 1913.                                      | 209,000  | 1,082,902                             | 19.3%    |
| 1948.                                      | 95.940   | 1.152.986                             | 8.3%     |
| 1953.                                      | 203.938³ | 1.304.514                             | 15.6%    |
| 1961.                                      | 131.484  | 1.406.003                             | 9.4%     |
| 1971.                                      | 108.552  | 1.647.308                             | 6.6%     |
| 1981.                                      | 86.591   | 1.909.136                             | 4.5%     |
| 1991.                                      | 77.080   | 2.033.964                             | 3.8%     |
| 1994.                                      | 78.019   | 1.945.932                             | 4.0%     |
| 2002.                                      | 77.959   | 2.022.547                             | 3.9%     |

³ 143.615 turski, 32.392 makedonski i 27.086 albanski kao materinji jezik

## Novije vrijeme
Turci u Sjevernoj Makedoniji imaju vlastiti nacionalni dan, Dan obrazovanja na turskom jeziku. Odlukom Vlade Republike Sjeverne Makedonije 2007. godine, 21. prosinca je postao nacionalni i neradni dan za tursku manjinu. Turci imaju svoj radio i televizijske emisije na turskom jeziku, novine Birlik izlaze tri puta tjedno. Politička stranka Demokratska stranka Turaka (DPT), osnovana je 1990. godine i danas je aktivna. Stranka trenutno ima jednog člana Kenana Hasipia u sjevernomakedonskome parlamentu.

## Galerija
- Mustafa Pašina džamija u Skoplju
- Kuršumli han u Staroj skopskoj čaršiji